# トゲトゲTV
『トゲトゲTV』は、2022年10月6日から2023年9月21日までテレビ朝日の『スーパーバラバラ大作戦』（水曜第3部）内で放送されていたバラエティ番組。2021年3月30日から2022年9月27日までは『トゲアリトゲナシトゲトゲ』という番組名で『バラバラ大作戦』（月曜第2部）内で放送されていた。略称は『トゲトゲ』。

## 概要
令和のカリスマ女芸人3人がゲストを招いて自由にトークしたり、深夜ならではの企画に挑戦したりする番組。3人とも地上波でレギュラー番組のMCを担当するのは初となる。Aマッソの公式YouTubeを監修するテレビ朝日の芦田太郎が3人の座組みを考案し企画化。
コンセプトは「トゲがあるのかないのか分からない企画を好き勝手に進める新深夜バラエティー」。番組名はトゲがあるとされる3人と、実在するトゲハムシ亜科に属する昆虫の俗称に由来。番組放送終了後にはYouTubeチャンネル「動画、はじめてみました【テレビ朝日公式】」にて未公開トークが公開された。
2021年11月8日には、福田・加納・サーヤが主演を務め、上田慎一郎が監督・脚本を担当した番組発の短編映画『ウワキな現場』がTELASAで配信された。
2022年7月には、「バラバラ大作戦」枠内の放送番組の中から最も面白い番組を視聴者・スタッフによる投票によって選出する「第4回バラバラ大選挙」で史上初となる視聴者グランプリ・テレ朝グランプリの2冠を獲得した。これを受け、9月23日にご褒美となる特番を放送。
2022年10月6日（5日深夜）より、「スーパーバラバラ大作戦」の水曜第3部（0時15分 - 0時45分）に移動。 さらに、タイトルを『トゲトゲTV』に改題し、放送時間も30分に拡大して放送。
2023年9月20日の放送をもって終了した。終了後の2024年6月より、メインキャスト3名とプロデューサーの芦田太郎によってYouTubeチャンネル『100億年LOVE』がスタートした。

## 出演者
- 福田麻貴（3時のヒロイン）
- 加納（Aマッソ）
- サーヤ（ラランド）

## 放送リスト

### 「トゲアリトゲナシトゲトゲ」時代
| 2021年 | 2021年   | 2021年                                               | 2021年                                                                               | 2021年   |
| 回     | 放送日   | サブタイトル                                         | ゲスト                                                                               | 備考     |
| ------ | -------- | ---------------------------------------------------- | ------------------------------------------------------------------------------------ | -------- |
| 1      | 03月30日 | ひとまず3人の距離を詰める夜                          |                                                                                      |          |
| 2      | 04月06日 | 人の名言をあたかも自分の言葉かのようにバレずに語る夜 |                                                                                      |          |
| 3      | 04月13日 | その時、何が正解だったのか考察する夜                 | 森田哲矢（さらば青春の光）                                                           |          |
| 4      | 04月20日 | ヤバい仕事を上手にこなす夜                           | 森田哲矢（さらば青春の光）                                                           |          |
| 5      | 04月27日 | 福田のツッコミの可能性を広げる夜                     |                                                                                      |          |
| 6      | 05月04日 | 大喜利を大喜利する夜                                 |                                                                                      |          |
| 7      | 05月11日 | 相方タイムショックに挑む夜 前編                      | ニシダ（ラランド） ゆめっち（3時のヒロイン） かなで（3時のヒロイン） 村上（Aマッソ） |          |
| 8      | 05月18日 | 相方タイムショックに挑む夜 完結編                    | ニシダ（ラランド） ゆめっち（3時のヒロイン） かなで（3時のヒロイン） 村上（Aマッソ） |          |
| 9      | 05月25日 | 普段ネタを書かない相方がネタを考える夜               | ゆめっち（3時のヒロイン） かなで（3時のヒロイン）                                    |          |
| 10     | 06月01日 | 私のルーツを辿る夜                                   | 恵梨華（つぼみ大革命）                                                               |          |
| 11     | 06月08日 | 伝説の芸人を語る夜                                   |                                                                                      |          |
| 12     | 06月15日 | 突然占う夜                                           | 佐藤ちひろ・山本雪乃（テレビ朝日アナウンサー） 伊藤泰助（AD） 大槻和也（カメラマン） |          |
| 13     | 06月22日 | パワポカラオケで日本一を目指す夜                     |                                                                                      |          |
| 14     | 06月29日 | ボケとツッコミをシャッフルする夜                     |                                                                                      |          |
| 15     | 07月06日 | 加納のピュアな一面を知る夜                           | 村上（Aマッソ）                                                                      |          |
| 16     | 07月13日 | 恋愛バラエティのように本音をさらけ出す夜             |                                                                                      |          |
| 17     | 07月20日 | ワイプリアクションを磨く夜                           |                                                                                      |          |
| 18     | 07月27日 | 使い古されたゲームをアップデートする夜               |                                                                                      | [ 注 1 ] |
| 19     | 08月03日 | 加納のビビリを克服する夜                             | ぁみ（ありがとう）                                                                   | [ 注 2 ] |
| 20     | 08月10日 | 即興コントで勝手に番宣する夜                         |                                                                                      |          |
| 21     | 08月17日 | 福田の寝言の可能性を探る夜                           |                                                                                      | [ 注 3 ] |
| 22     | 08月24日 | やったことがないことに挑戦してみる夜                 |                                                                                      | [ 注 4 ] |
| 23     | 08月31日 | キャラ芸人になって子どもウケを狙う夜                 |                                                                                      | [ 注 5 ] |
| 24     | 09月07日 | 再び即興コントで勝手に番宣する夜                     |                                                                                      |          |
| 25     | 09月14日 | サーヤのツッコミを鍛える夜                           |                                                                                      |          |
| 26     | 09月21日 | 福田にキスをプレゼントしたい夜                       | アルコ&ピース                                                                        |          |
| 27     | 09月28日 | アルピーと共に大喜利を大喜利する夜                   | アルコ&ピース                                                                        |          |
| 28     | 10月05日 | ついに番宣コントにオファーが来た夜                   | 道枝駿佑（なにわ男子）                                                               |          |
| 29     | 10月12日 | 罰ゲームを改める夜                                   |                                                                                      |          |
| 30     | 10月19日 | 先輩からガヤ術を学ぶ夜                               | 藤本敏史（FUJIWARA）                                                                 |          |
| 31     | 10月26日 | FUJIWARA藤本のツッコミを引き出す夜                   | 藤本敏史（FUJIWARA）                                                                 |          |
| 32     | 11月02日 | 主演映画を宣伝する夜                                 | 上田慎一郎                                                                           | [ 注 5 ] |
| 33     | 11月09日 | 次回作主演オーディションに挑む夜                     | 上田慎一郎 ふくだみゆき                                                              |          |
| 34     | 11月16日 | ギャラクシー賞を狙う夜                               |                                                                                      |          |
| 35     | 11月23日 | 音効サーヤがトークを盛り上げる夜                     |                                                                                      | [ 注 5 ] |
| 36     | 11月30日 | ハッシュタグを見極める夜                             |                                                                                      | [ 注 5 ] |
| 37     | 12月07日 | ホリケンタイムショックに挑む夜                       | 堀内健（ネプチューン）                                                               | [ 注 5 ] |
| 38     | 12月14日 | 最後の晩餐を見守る夜                                 |                                                                                      | [ 注 5 ] |
| 39     | 12月21日 | おいでやす小田のツッコミを引き出す夜                 | おいでやす小田                                                                       | [ 注 5 ] |

| 2022年 | 2022年   | 2022年                                        | 2022年                                                         | 2022年   |
| 回     | 放送日   | サブタイトル                                  | ゲスト                                                         | 備考     |
| ------ | -------- | --------------------------------------------- | -------------------------------------------------------------- | -------- |
| 40     | 01月11日 | 島田珠代タイムショックに挑む夜                | 島田珠代                                                       |          |
| 41     | 01月18日 | オシャレを磨く夜                              |                                                                |          |
| 42     | 01月25日 | 昔遊びをアップデートする夜                    |                                                                |          |
| 43     | 02月01日 | 第2の福田麻貴を決める夜                       | やす子 杵渕はな（はなしょー） 清水あいり ヨネダ2000 平岡由里子 | [ 注 7 ] |
| 44     | 02月08日 | 第2の福田麻貴を決める夜 完結編                | やす子 杵渕はな（はなしょー） 清水あいり ヨネダ2000 平岡由里子 | [ 注 7 ] |
| 45     | 02月15日 | 大人の返しを考える夜                          | 長尾謙杜（なにわ男子） ニシダ（ラランド）                      | [ 注 7 ] |
| 46     | 02月22日 | 大人の返しを考える夜 完結編                   | 長尾謙杜（なにわ男子） ニシダ（ラランド）                      |          |
| 47     | 03月01日 | ヨネダ2000と共に大喜利を大喜利する夜          | ヨネダ2000                                                     |          |
| 48     | 03月08日 | 小瀧望好みの女性になる夜                      | 小瀧望（ジャニーズWEST）                                       |          |
| 49     | 03月15日 | 小瀧望のトークをカンペで盛り上げる夜          | 小瀧望（ジャニーズWEST）                                       |          |
| 50     | 03月22日 | 事実を虚構で上回る夜                          | オダウエダ                                                     |          |
| 51     | 04月05日 | 加納の代役素材を作る夜                        | 田中萌（テレビ朝日アナウンサー）                               |          |
| 52     | 04月12日 | 福田の彼氏を内面で選ぶ夜                      | 大橋和也（なにわ男子） 村上健志（フルーツポンチ）              |          |
| 53     | 04月19日 | 事実を虚構で上回る夜－リベンジ編－            | 真空ジェシカ                                                   |          |
| 54     | 04月26日 | 加納の癇癪を鎮める夜                          | KAƵMA（しずる）                                                |          |
| 55     | 05月03日 | エビ中の悩みをカンペで解決する夜              | 中山莉子・星名美怜（私立恵比寿中学）                           |          |
| 56     | 05月10日 | 鉄板トークを強化する夜                        | 中山莉子・星名美怜（私立恵比寿中学）                           |          |
| 57     | 05月17日 | 福田家タイムショックに挑む夜                  | 福田栄子（祖母） 福田智実（母） 福田賢吾（兄）                 |          |
| 58     | 05月24日 | 普通の人から無理やりエピソードを引き出す夜    |                                                                |          |
| 59     | 05月31日 | 人の名言を自分の言葉のように語る夜02022       | 平子祐希（アルコ&ピース）                                      |          |
| 60     | 06月07日 | クラブで踊れるようになりたい夜                | 平子祐希（アルコ&ピース）                                      |          |
| 61     | 06月14日 | ダイアン津田のツッコミを引き出す夜            | 津田篤宏（ダイアン）                                           |          |
| 62     | 06月28日 | 髙橋ひかるの悩みをカンペで解決する夜          | 髙橋ひかる                                                     |          |
| 63     | 07月05日 | お笑いマッドサイエンティストが実験する夜      |                                                                |          |
| 64     | 07月12日 | 福田を寝かしつける夜                          |                                                                |          |
| 65     | 07月19日 | 番組初イベントを振り返る夜                    |                                                                |          |
| 66     | 07月26日 | ツッコミでサーヤを気持ちよくさせる夜          | ニシダ（ラランド）                                             |          |
| 67     | 08月02日 | 珍解答をお笑いで上回る夜                      | ニッポンの社長                                                 |          |
| 68     | 08月09日 | 竹内涼真の悩みをカンペで解決する夜            | 竹内涼真                                                       |          |
| 69     | 08月16日 | リアクター女王を目指す夜                      |                                                                |          |
| 70     | 08月23日 | 視聴者を釘付けにする夜                        |                                                                |          |
| 71     | 08月30日 | ツッコミでサーヤをもっと気持ちよくする夜      | JP                                                             |          |
| 72     | 09月06日 | TikTok作家になりたい夜                        | すみぽん                                                       |          |
| 73     | 09月13日 | 小瀧望のタレコミを見破る夜                    | 小瀧望（ジャニーズWEST）                                       |          |
| 74     | 09月20日 | 加納のツッコミを引き出す夜                    |                                                                |          |
| SP     | 09月23日 | 麒麟・川島のツッコミを引き出す夜&想像で怒る夜 | 川島明（麒麟）                                                 | [ 注 8 ] |
| 75     | 09月27日 | 初心に返る夜                                  | 佐竹咲良 網本唯舞葵 三戸端月                                   |          |

### 「トゲトゲTV」以降
| 2022年 | 2022年   | 2022年                                         | 2022年                                                                                               | 2022年 |
| 回     | 放送日   | サブタイトル                                   | ゲスト                                                                                               | 備考   |
| ------ | -------- | ---------------------------------------------- | --- | ------ |
| 1      | 10月06日 | 田中みな実と大西流星の悩みをカンペで解決する夜 | 田中みな実 大西流星（なにわ男子）                                                                    |        |
| 2      | 10月13日 | 商店街で撮れ高を狙う夜                         | |        |
| 3      | 10月27日 | フルーツポンチ村上をドッキリで喜ばせる夜       | 村上健志（フルーツポンチ） 新川日菜（bubble flowers）                                                |        |
| 4      | 11月03日 | タレコミを見極める夜                           | 津田篤宏（ダイアン） クロちゃん（安田大サーカス）                                                    |        |
| 5      | 11月10日 | シティーガール・サーヤが"東京"を教えてあげる夜 | 赤プル（チャイム）                                                                                   |        |
| 6      | 11月24日 | ガヤでレスキューする夜                         | 吉村崇（平成ノブシコブシ） 守屋麗奈・田村保乃（櫻坂46） 林美桜・並木万里菜（テレビ朝日アナウンサー） |        |
| 7      | 12月01日 | AIイラストレーターに発注する夜                 | 小瀧望（ジャニーズWEST）                                                                             |        |
| 8      | 12月08日 | 大喜利を大喜利する夜                           | 相席スタート                                                                                         |        |
| 9      | 12月15日 | 商店街で名物素人を発掘する夜                   | KAƵMA（しずる）                                                                                      |        |

| 2023年 | 2023年   | 2023年                                                     | 2023年                                                                                    | 2023年    |
| 回     | 放送日   | サブタイトル                                               | ゲスト                                                                                    | 備考      |
| ------ | -------- | ---------------------------------------------------------- | ----------------------------------------------------------------------------------------- | --------- |
| 10     | 01月12日 | 銀シャリ橋本からツッコミを引き出す夜                       | 銀シャリ                                                                                  |           |
| 11     | 01月19日 | お父さんが嫌われる状況を逆転する夜                         | 原西孝幸（FUJIWARA） 村重杏奈                                                             |           |
| 12     | 02月02日 | 運動会をアップデートする夜                                 | 真空ジェシカ                                                                              |           |
| 13     | 02月09日 | 料理クイーンを決める夜                                     | 村田秀亮（とろサーモン） アルコ&ピース                                                    |           |
| 14     | 02月16日 | 料理クイーンを決める夜 ～完結編～                          | 村田秀亮（とろサーモン） アルコ&ピース                                                    |           |
| 15     | 03月02日 | なにわ男子の悩みをカンペで解決する夜                       | 長尾謙杜・藤原丈一郎（なにわ男子）                                                        |           |
| 16     | 03月09日 | 事実を虚構で上回る夜                                       | マヂカルラブリー                                                                          |           |
| 17     | 03月16日 | なにわ男子の無茶振りに付き合う夜                           | 大西流星・大橋和也（なにわ男子）                                                          |           |
| 18     | 03月23日 | テレビ朝日で名物素人を発掘する夜                           | かが屋 鈴木新彩（テレビ朝日アナウンサー）                                                 |           |
| 19     | 04月06日 | ニューヨーク屋敷からツッコミを引き出す夜                   | ニューヨーク                                                                              |           |
| SP     | 04月09日 | 関根＆生瀬＆山本舞香が褒めて怒って大興奮SP                 | 関根勤 生瀬勝久 山本舞香 藤本敏史（FUJIWARA）                                             | [ 注 9 ]  |
| 20     | 04月13日 | 大喜利を大喜利する夜                                       | 森田哲矢（さらば青春の光） きつね                                                         |           |
| 21     | 04月20日 | 想像で彼氏に怒る夜                                         | 小手伸也 ファーストサマーウイカ                                                           |           |
| 22     | 05月04日 | タレコミを見極める夜                                       | お見送り芸人しんいち 山添寛（相席スタート）                                               |           |
| 23     | 05月11日 | 相方愛を証明する夜                                         | ニシダ（ラランド） かなで（3時のヒロイン） 村上（Aマッソ） FUJIWARA                       |           |
| 24     | 05月18日 | 伝統テレビ芸を継承する夜                                   | カンニング竹山 ニシダ（ラランド）                                                         |           |
| 25     | 06月01日 | 小瀧望で100ピッタリを目指す夜                              | 小瀧望（ジャニーズWEST）                                                                  |           |
| 26     | 06月08日 | サーヤの先輩をオーディションで決める夜                     | 太田博久（ジャングルポケット） ゆってぃ 高木ひとみ〇（ぽんぽこ） チャンス大城             |           |
| 27     | 06月15日 | ちゃんと気づいて欲しい夜                                   | 中務裕太（GENERATIONS from EXILE TRIBE） THE JET BOY BANGERZ                              |           |
| 28     | 06月22日 | フット後藤・麒麟川島・銀シャリ橋本からツッコミを引き出す夜 | 川島明（麒麟） 後藤輝基（フットボールアワー） 銀シャリ                                    | [ 注 10 ] |
| SP     | 06月23日 | 豪華ゲスト大熱狂1時間SP                                    | 松村北斗（SixTONES） 中村倫也 満島真之介 ハライチ 守屋麗奈（櫻坂46）                      | [ 注 11 ] |
| 29     | 07月06日 | 飲み会ゲームをアップデートする夜                           | 井上裕介（NON STYLE） 太田博久・おたけ（ジャングルポケット） 稲田直樹（アインシュタイン） |           |
| 30     | 07月13日 | 13文字を極める夜                                           | 滝沢カレン トム・ブラウン 鈴木新彩（テレビ朝日アナウンサー）                              |           |
| 31     | 08月03日 | プレゼント代をボケで支払う夜                               | DJ KOO                                                                                    |           |
| 32     | 08月10日 | ビビリを克服する夜                                         | 武元唯衣（櫻坂46）                                                                        |           |
| 33     | 08月17日 | 手塚とおる・峯岸みなみの悩みをカンペで解決する夜           | 手塚とおる 峯岸みなみ                                                                     |           |
| 34     | 08月24日 | ガチでキスシーンを撮ってみる夜                             | 大村健太                                                                                  |           |
| 35     | 09月07日 | DEAN FUJIOKA・ROLANDで100ピッタリを目指す夜                | DEAN FUJIOKA ROLAND おいでやす小田                                                        |           |
| 36     | 09月14日 | TGCで人生初ランウェイを歩く夜                              | 礼野マミ（ウォーキング講師）                                                              |           |
| 37     | 09月21日 | 最後の夜                                                   |                                                                                           |           |

## ネット局と放送時間

### 「トゲアリトゲナシトゲトゲ」時代
| 放送対象地域   | 放送局                    | 系列           | 放送日時                     | 放送期間                                              | 備考      |
| -------------- | ------------------------- | -------------- | ---------------------------- | ----------------------------------------------------- | --------- |
| 関東広域圏     | テレビ朝日（EX）          | テレビ朝日系列 | 火曜 2:16 - 2:36（月曜深夜） | 2021年3月31日（30日深夜） - 2022年9月27日（26日深夜） | 制作局    |
| 新潟県         | 新潟テレビ21（UX）        | テレビ朝日系列 | 火曜 1:20 - 1:45（月曜深夜） | 2021年4月6日（5日深夜） - 不明                        | [ 注 12 ] |
| 広島県         | 広島ホームテレビ（HOME）  | テレビ朝日系列 | 日曜 0:00 - 0:20（土曜深夜） | 不明 - 不明                                           |           |
| 福岡県         | 九州朝日放送（KBC）       | テレビ朝日系列 | 木曜 1:40 - 2:00（水曜深夜） | 2021年4月7日（6日深夜） - 不明                        |           |
| 島根県・鳥取県 | さんいん中央テレビ（TSK） | フジテレビ系列 | 金曜 1:20 - 1:40（木曜深夜） | 2021年11月5日（4日深夜） - 2023年3月3日（2日深夜）    | [ 注 13 ] |

### 「トゲトゲTV」時代
| 放送対象地域 | 放送局                   | 系列           | 放送日時                     | ネット状況 |
| ------------ | ------------------------ | -------------- | ---------------------------- | ---------- |
| 関東広域圏   | テレビ朝日（EX）         | テレビ朝日系列 | 木曜 0:15 - 0:45（水曜深夜） | 【制作局】 |
| 青森県       | 青森朝日放送（ABA）      | テレビ朝日系列 | 木曜 0:15 - 0:45（水曜深夜） | 同時ネット |
| 岩手県       | 岩手朝日テレビ（IAT）    | テレビ朝日系列 | 木曜 0:15 - 0:45（水曜深夜） | 同時ネット |
| 秋田県       | 秋田朝日放送（AAB）      | テレビ朝日系列 | 木曜 0:15 - 0:45（水曜深夜） | 同時ネット |
| 福島県       | 福島放送（KFB）          | テレビ朝日系列 | 木曜 0:15 - 0:45（水曜深夜） | 同時ネット |
| 新潟県       | 新潟テレビ21（UX）       | テレビ朝日系列 | 木曜 0:15 - 0:45（水曜深夜） | 同時ネット |
| 長野県       | 長野朝日放送（abn）      | テレビ朝日系列 | 木曜 0:15 - 0:45（水曜深夜） | 同時ネット |
| 山口県       | 山口朝日放送（yab）      | テレビ朝日系列 | 木曜 0:15 - 0:45（水曜深夜） | 同時ネット |
| 宮城県       | 東日本放送（khb）        | テレビ朝日系列 | 金曜 1:31 - 2:01（木曜深夜） | 遅れネット |
| 石川県       | 北陸朝日放送（HAB）      | テレビ朝日系列 | 木曜 0:15 - 0:48（水曜深夜） | 遅れネット |
| 近畿広域圏   | 朝日放送テレビ（ABC TV） | テレビ朝日系列 | 火曜 1:38 - 2:14（月曜深夜） | 遅れネット |
| 福岡県       | 九州朝日放送（KBC）      | テレビ朝日系列 | 水曜 1:30 - 2:00（火曜深夜） | 遅れネット |
| 静岡県       | 静岡朝日テレビ（SATV）   | テレビ朝日系列 | 水曜 0:50 - 1:20（火曜深夜） | 遅れネット |

### 過去のネット局
- 琉球朝日放送（QAB） - 2022年12月4日からネットを開始したが、2023年1月30日（29日深夜）に打ち切り。

## 番組テーマ曲
オープニング
- 女王蜂「Introduction」（初回～2022年5月17日）
- トゲアリトゲナシトゲトゲ「T.O.G.E.〜トゲトゲのテーマ (feat.MPC GIRL USAGI)」（2022年5月24日～最終回）[66]

エンディング
- 2021年4月：TETORA「正直者だな心拍数」[67]
- 5月：TETORA「本音」[68]
- 6月：夕闇に誘いし漆黒の天使達「Everyday 最後の晩餐」[69]
- 7月：我儘ラキア「GIRLS」[70]
- 8月：Anly「キャンセル待ちの恋」[71]
- 9月：goomiey「2020」[72]
- 10月：GeeSLY「DESTINY LOVE」[73]
- 11月：Base Ball Bear「生活PRISM feat. valknee」[74]
- 12月：Sala, Shin Sakiura「Together」[75]
- 2022年1月：minan（lyrical school）「all-rounder feat. Rachel(chelmico), valknee」[76]
- 2月：カルナロッタ「cocoa」[77]
- 3月：snooty「一閃」[78]
- 4月：代々木女子音楽院「恋と不思議なCHEWINGGUM!」[79]
- 5月：リスキーシフト「2002」[80]
- 6月：東京初期衝動「トラブルメイカーガール」[81]
- 7月：TETORA「産毛」[82]
- 8月：みきなつみ「はんぶんこ」[83]
- 9月：カルナロッタ「Lucky Happy」

## 番組イベント
- トゲトゲ ON STAGE ブラマヨ小杉に挑む昼・今日限りで恋愛を語る夜（2022年7月11日、EX THEATER ROPPONGI）
ゲスト（昼）...小杉竜一（ブラックマヨネーズ）、松村沙友理
ゲスト（夜）[注 15]...おたけ・太田博久（ジャングルポケット）、井上裕介（NON STYLE）[注 16]
番組の1周年を記念したイベント。昼・夜の2公演[84][85]。レギュラー3人がこの日のために書き下ろしたオリジナルコントを披露したほか、昼公演では小杉との「ツッコミビンゴ」や松村の悩みのカンペ解決の企画を[86]、夜公演ではおたけ・太田・井上らと共に恋愛バラエティ企画を行った。またこのイベントにて、番組が第4回「バラバラ大選挙」にて視聴者グランプリ・テレ朝グランプリの双方に輝いたことがサプライズ発表された[87]。

## スタッフ
トゲトゲTV以降に加入→●、その他はご褒美特番から
- ナレーション：中尾良平（●、第22夜から）
- 構成：竹村武司、さかもと良助、安部裕之、高橋一佐
- TM：大槻和也
- TD：廣瀬義幸
- カメラ：時田将光
- VE：渡部彪
- 音声：佐藤彩奈
- 照明：岡本勝彦
- ロケ技術：蜜谷司、二川香織
- 美術：森永牧子、遠藤ゆか
- デザイン：小柳千尋
- 美術進行：渡邊眞太郎
- 大道具：清水久史（●）
- 小道具：中嶋真宗
- 植木：貝増心（●）
- ヘアメイク：川口カツラ店（●、ご褒美特番はメイク）
- ロゴデザイン：橋爪里佳
- 編集：美濃部ゆきの（●）
- MA：安里佳乃（●）
- 音効：上島光央
- 編成：熊谷和也、辻慈生
- 宣伝：石田京子
- 美術協力：tv asahi create
- 技術協力：ビッグボイス、IMAGICA（IMA→●）
- 制作協力：トップシーン
- アシスタントディレクター：八木淳志、木下健己、豊守准司（八木・豊守→●）
- アシスタントプロデューサー：辻本麻莉（●）、山脇瞳
- デスク：小林裕美子
- ディレクター：大貫隼斗（●、アントラッシュ）、白岩大輔（SHO-GUN）、河村啓司（エスピーボーン）、松田峻一（トップシーン）、金井克仁（イーストF）、一場輝、辻淳之（辻→●）
- 演出：河島圭汰（以前はチーフディレクター）
- プロデューサー：濱崎賢一（●）、永瀬琢也（トップシーン）
- ゼネラルプロデューサー：郷力大也（2023年7月13日-、以前はプロデューサー）
- 制作：テレビ朝日ビジネスソリューション本部 コンテンツ編成局第1制作部
- 制作著作：テレビ朝日

### 過去のスタッフ（トゲトゲTV）
- 編集：中村哲夫
- MA：江草育真
- 技術協力：テイクシステムズ
- アシスタントディレクター：新垣さんび
- 演出：芦田太郎（2022年12月まで）
- ゼネラルプロデューサー：髙橋正輝（2023年7月6日まで）

### スタッフ
（トゲアリトゲナシトゲトゲ） 
- 構成：竹村武司、さかもと良助
- カメラ：蜜谷司、二川香織
- 美術：森永牧子
- 美術進行：渡邊眞太郎
- 小道具：中嶋真宗
- メイク：川口カツラ店
- 編集：中村哲夫
- MA：江草育真
- 音効：上島光央
- ロゴデザイン：suiri
- 編成：熊谷和也、辻慈生
- 宣伝：石田京子
- 美術協力：yogibo、HAPiNS
- 音楽協力：TV ASAHI MUSIC
- アシスタントディレクター：土橋快（ご褒美特番まで）
- ディレクター：河島圭汰、河村啓司、玉田康人（玉田→トップシーン、ご褒美特番まで）、松田峻一、飯山恭生
- プロデューサー：芦田太郎、郷力大也、永瀬琢也
- ゼネラルプロデューサー：髙橋正輝
- 制作協力：トップシーン
- 制作著作：テレビ朝日

### 過去のスタッフ（トゲアリトゲナシトゲトゲ・ご褒美特番）
- カメラ：高橋広（ご褒美特番のみ）
- 大道具：作田慎之介（ご褒美特番のみ）
- 植木：杉田英展（ご褒美特番のみ）
- 編成：田中真由子、久保田春記、宇喜多宏美、泉良樹
- ディレクター：荒川慧介
- プロデューサー：松井正樹
- ゼネラルプロデューサー：荒井祥之